# Copa dos Países Baixos de Voleibol Feminino
A  Copa dos Países Baixos de Voleibol Feminino é uma competição anual entre clubes de voleibol feminino da Países Baixos. É organizado pela NeVoBo. e qualifica para a Supercopa dos Países Baixos.